# ORANGE (彩音の曲)
「ORANGE」（オレンジ）は、日本の女性歌手、彩音の3枚目のシングル。2005年11月10日に5pb.Recordsより発売された。

## 概要
- 前作「ribbon」以来、11ヶ月振りとなるリリース。3枚目のシングルで、5pb.移籍後初シングルとなる。販売元はジェネオン エンタテインメント。
- Memories Offシリーズのタイアップ付きシングルとしては2作目となり、表題曲はPlayStation 2用ゲームソフト『Memories Off ＃5 とぎれたフィルム』のオープニングテーマに起用され、カップリング曲は同ゲームのファイナルエンディングテーマに起用されている。
- 両曲とも本人のファーストアルバム『ARCHIVE LOVERS』に収録され、またはデビュー10周年を記念したアルバム『Base Ten』にアコースティック・バージョンが収録されている。
- ジャケットはゲームキャラクターデザイナー松尾ゆきひろ・輿水隆之による描き下ろイラストとなっている。

## 収録曲
| 全作詞・作曲: 志倉千代丸。 |                                                |            |            |          |      |
| #                          | タイトル                                       | 作詞       | 作曲・編曲 | 編曲     | 時間 |
| 1.                         | 「ORANGE」                                     | 志倉千代丸 | 志倉千代丸 | 磯江俊道 | 4:49 |
| 2.                         | 「ロマンシングストーリー」                     | 志倉千代丸 | 志倉千代丸 | 上野浩司 | 5:50 |
| 3.                         | 「ORANGE」(カラオケバージョン)                 | 志倉千代丸 | 志倉千代丸 |          | 4:49 |
| 4.                         | 「ロマンシングストーリー」(カラオケバージョン) | 志倉千代丸 | 志倉千代丸 |          | 5:48 |
| 合計時間:                  | 合計時間:                                      | 合計時間:  | 21:16      |          |      |